# Stephanie Struijk
Stephanie Struijk (Roggel, 24 juni 1986) is een Nederlandse zangeres en singer-songwriter, die tot 2016 actief was onder de artiestennaam Stevie Ann. Ze debuteerde in 2005 met het album Away from here, dat haar een Zilveren Harp opleverde. Hierna volgden nog drie succesvolle Engelstalige albums. Sinds 2016 schrijft en zingt Struijk in het Nederlands.

## Biografie
Stephanie Struijk begon al op jonge leeftijd met het maken van muziek. Eerst alleen op piano, maar later ook op gitaar. Na de middelbare school ging ze naar de Rockacademie in Tilburg. In het tweede jaar van de academie stopte ze. In 2004 verzorgde ze het voorprogramma tijdens vier Nederlandse concerten van Paul Carrack.

### Stevie Ann
Onder de artiestennaam Stevie Ann bracht Struijk in september 2005 haar debuutalbum Away from here uit, met daarop twaalf zelfgeschreven nummers. Van de singles Away from here, The Poetry Man en You versus me werd vooral The Poetry Man een succes: deze single, uitgebracht in een akoestische uitvoering, kreeg airplay op diverse radiostations en bereikte begin 2006 de twaalfde positie in de Mega Top 50. In de Nederlandse Top 40 werd de 29ste plaats behaald.
Na diverse festivaloptredens in de zomer van 2006 begon Stevie Ann in oktober 2006 aan een theatertournee langs veertien zalen door heel Nederland. Bovendien trad ze op 20 november 2006 op als support-act van de Engelse singer-songwriter James Morrison in de Amsterdamse Melkweg. In dezelfde periode werd haar album Away from here opnieuw uitgebracht met een bonus-cd. De hiervan afkomstige single One Year of Love, een cover van Queen, bereikte de achttiende positie in de Mega Top 50. Het album stootte dankzij de bonus-cd door naar de vierde plaats van de Album Top 100 en werd bekroond met een gouden plaat.
Stevie Ann trad in 2007 op op Pinkpop en Parkpop, waarna in de herfst van dat jaar haar tweede album verscheen: Closer to the heart. De eerste single hiervan was Get away, dat al op 16 augustus 2007 voor de eerste keer te horen was in het 3FM-programma GIEL. Het album stond 28 weken in de Nederlandse Album Top 100 genoteerd en bereikte daarin de tiende plaats. Ter ondersteuning van de klimaatwetcampagne van Milieudefensie nam Stevie Ann in 2008 de ep Changes op.
In mei 2010 bracht Stevie Ann haar derde studioalbum Light up uit, geproduceerd door Mitchell Froom en opgenomen in Californië, waar ze ook ging wonen. Het album kwam in de Album Top 100 binnen op de vijfde plaats. Later dat jaar volgde het live-dubbelalbum Live & acoustic; een combinatie van een optreden uit haar theatertournee van 2007 en akoestische opnames die gemaakt zijn in de studio in Wales waar ze ook haar tweede plaat Closer to the heart opnam. Enkele van deze akoestische nummers verschenen al eerder op de bonus-cd van haar debuutalbum Away from here.
Voor haar vierde studioalbum California sounds schreef Stevie Ann liedjes over haar ervaringen in Californië en werkte zij opnieuw samen met gerenommeerde Amerikaanse muzikanten. Het verscheen in de lente van 2013. Aan het album werd tevens een concerttournee gekoppeld. In 2014 volgde haar single Five more days, die afkomstig was uit het televisieprogramma The Hit.
Eind 2014 nam ze een ep op met kerstrepertoire. Naast één eigen nummer zijn hierop bewerkingen te vinden van bijvoorbeeld River van Joni Mitchell en Auld Lang Syne van Robert Burns. Begin 2016 zong ze samen met Frank Boeijen het duet Stad en land, dat uitgebracht werd op Boeijens album Land van belofte.

### Nederlandstalig

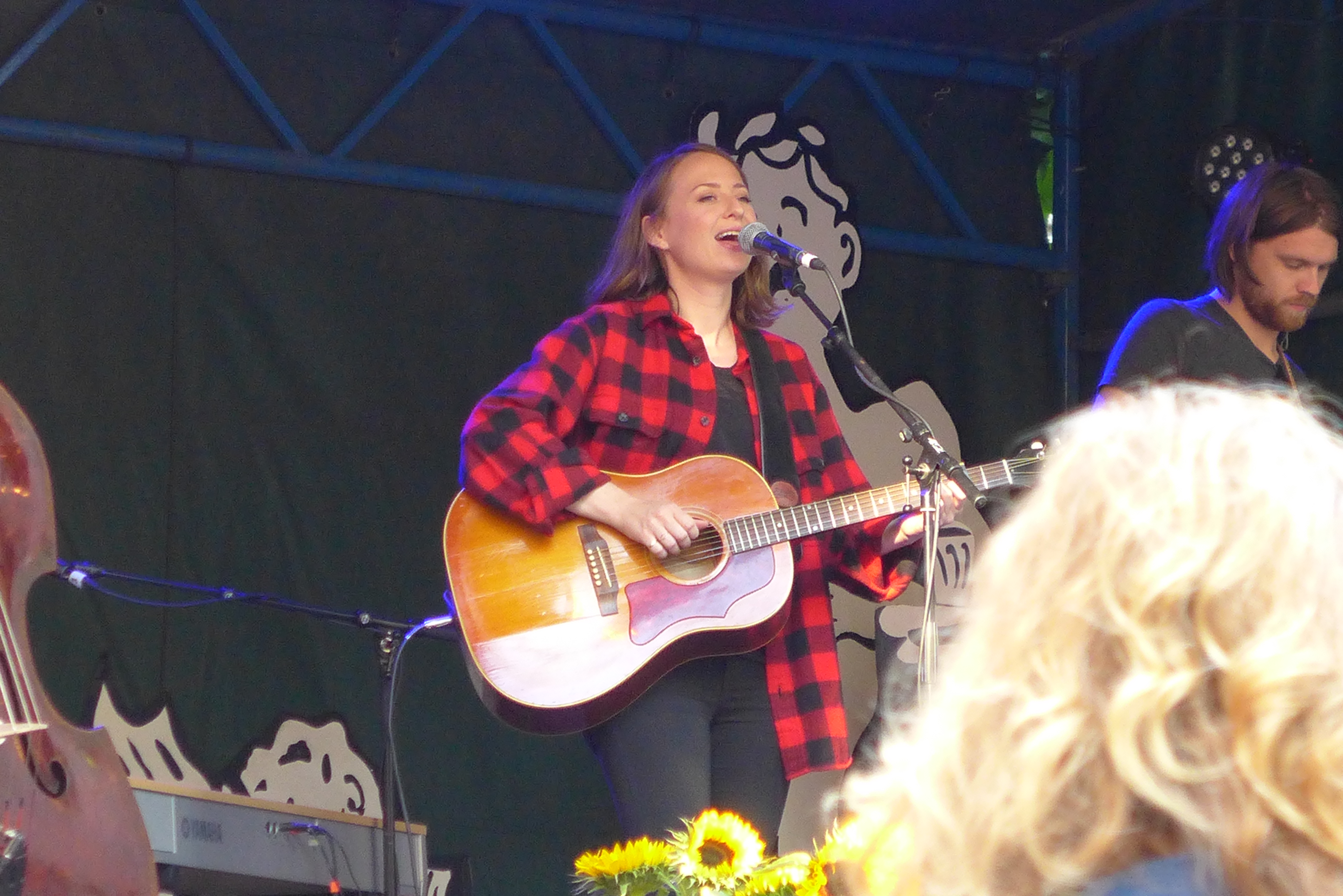
Stevie Ann op het poëziefestival Het Tuinfeest in Deventer, 6 augustus 2016

In het voorjaar van 2016 bracht Stephanie Struijk voor het eerst een Nederlandstalig album uit. Ze schreef de nummers op dit album samen met Daniël Lohues tijdens een gezamenlijke roadtrip door de Verenigde Staten. In het kader van haar overstap naar de Nederlandse taal besloot ze de artiestennaam Stevie Ann te laten vallen en voortaan haar eigen naam te gebruiken.
De muzikale samenwerking tussen Struijk en Lohues, die ook enige tijd een liefdesrelatie hadden, werd in de volgende jaren voortgezet. In februari 2018 verscheen de ep Daar, bestaande uit vijf nieuwe liedjes, en een jaar later volgde de ep Liedjes van een ander, waarop Struijk nummers vertolkte van onder anderen Rowwen Hèze (De Peel in brand), Bram Vermeulen (Verlegen) en Gorki (We zijn zo jong). Als kerstsingle maakte Struijk eind 2019 een Nederlandstalige versie van 2000 Miles van The Pretenders.
In de aanloop naar een nieuw album plande Struijk in 2020 een theatertournee, die door de coronacrisis echter niet door kon gaan. Ze bleef ondertussen wel nieuwe singles uitbrengen, waaronder Alsof je hier nog bent, Onderweg en Zon en maan. Eind 2020 was haar nummer Altijd dichterbij (gebaseerd op Dinge-dong van Teach-In) te horen in een reclamespot van Algemeen Dagblad. Het album Fijn zo verscheen uiteindelijk in februari 2021 en ontving positieve recensies.
Naast haar eigen concerten speelt Struijk sinds 2020 af en toe mee bij Krezip, als vervangster van toetsenist Annelies Kuijsters. Ook werkte ze samen met Eva De Roovere, met wie ze in 2021 en 2022 een tournee maakte door Vlaanderen en Nederland. In het najaar van 2022 speelde Struijk mee in de voorstelling Bruce & wij, waarin de muziek van Bruce Springsteen centraal stond.
Begin 2024 kwam Struijks derde Nederlandstalige album uit, getiteld Dezelfde zon.

## Prijzen en nominaties
In november 2005 kreeg Struijk (als Stevie Ann) een Essent Award uitgereikt, een prijs voor jonge en veelbelovende artiesten. Enkele maanden later, in februari 2006, mocht ze een Zilveren Harp in ontvangst nemen. Bij de 3FM Awards was Stevie Ann in 2006 genomineerd in de categorie 'Beste Nieuwkomer' en in 2007 in de categorieën 'Beste Zangeres' en 'Beste Album' (Away from here). In 2007 werd ze tevens genomineerd voor de TMF Borsato Award. In 2016 behoorde ze tot de genomineerden voor een 100% NL Award in de categorie 'Doorbraak van het jaar'.

## Discografie
- Tot 2016 onder de artiestennaam Stevie Ann, daarna onder haar eigen naam Stephanie Struijk.

### Albums
| Album met eventuele hitnotering(en) in de Nederlandse Album Top 100 | Datum van verschijnen | Datum van binnenkomst | Hoogste positie | Aantal weken | Opmerkingen |
| ------------------------------------------------------------------- | --------------------- | --------------------- | --------------- | ------------ | ----------- |
| Away from here                                                      | 25-09-2005            | 08-10-2005            | 4               | 43           | Goud        |
| Closer to the heart                                                 | 01-10-2007            | 06-10-2007            | 10              | 28           |             |
| Light up                                                            | 07-05-2010            | 15-05-2010            | 5               | 16           |             |
| Live & acoustic                                                     | 19-11-2010            | -                     |                 |              |             |
| California sounds                                                   | 29-03-2013            | 06-04-2013            | 21              | 8            |             |
| Stephanie Struijk                                                   | 15-04-2016            | 23-04-2016            | 12              | 4            |             |
| Fijn zo                                                             | 19-02-2021            | 27-02-2021            | 13              | 1            |             |
| Dezelfde zon                                                        | 12-01-2024            | 27-01-2024            | 45              | 1            |             |

### Singles en ep's
| Single met eventuele hitnotering(en) in de Nederlandse Top 40 | Datum van verschijnen | Datum van binnenkomst | Hoogste positie | Aantal weken | Opmerkingen                                   |
| ------------------------------------------------------------- | --------------------- | --------------------- | --------------- | ------------ | --------------------------------------------- |
| Away from here                                                | 23-05-2005            | -                     |                 |              | Nr. 96 in de Single Top 100                   |
| The poetry man                                                | 19-12-2005            | 18-02-2006            | 29              | 2            | Nr. 21 in de Single Top 100                   |
| You versus me                                                 | 30-05-2006            | -                     |                 |              |                                               |
| One year of love                                              | 23-10-2006            | -                     |                 |              | cover van Queen / Nr. 38 in de Single Top 100 |
| Get away                                                      | 10-09-2007            | -                     |                 |              | Nr. 47 in de Single Top 100                   |
| Baby blue                                                     | 10-12-2007            | 09-02-2008            | tip10           | -            | Nr. 43 in de Single Top 100                   |
| Changes                                                       | 05-05-2008            | 24-05-2008            | tip3            | -            | Klimaatwet ep / Nr. 43 in de Single Top 100   |
| Perfect                                                       | 2010                  | -                     |                 |              | met Rosemary's Sons                           |
| What goes on                                                  | 2010                  | -                     |                 |              |                                               |
| You done me wrong                                             | 2010                  | -                     |                 |              |                                               |
| Light up                                                      | 2010                  | -                     |                 |              |                                               |
| Dirty feelings                                                | 2013                  | -                     |                 |              |                                               |
| I believe in love                                             | 2013                  | -                     |                 |              |                                               |
| Still running                                                 | 2013                  | -                     |                 |              | met Christopher Green                         |
| Five more days                                                | 2014                  | -                     |                 |              | afkomstig uit The Hit                         |
| You're my best friend                                         | 2014                  | -                     |                 |              | cover van Queen                               |
| X-mas                                                         | 2014                  | -                     |                 |              | kerst-ep                                      |
| Nieuwe maan                                                   | 2016                  | -                     |                 |              |                                               |
| Daar                                                          | 2017                  | -                     |                 |              |                                               |
| Oud & nieuw                                                   | 2017                  | -                     |                 |              | kerstsingle, met Rob Dekay                    |
| Als de liefde maar blijft winnen                              | 2018                  | -                     |                 |              | cover van Daniël Lohues                       |
| Daar                                                          | 2018                  | -                     |                 |              | ep                                            |
| Verlegen                                                      | 2018                  | -                     |                 |              | cover van Bram Vermeulen                      |
| Liedjes van een ander                                         | 2018                  | -                     |                 |              | ep                                            |
| 2000 kilometer                                                | 2019                  | -                     |                 |              | kerstsingle, cover van The Pretenders         |
| Fijn zo                                                       | 2020                  | -                     |                 |              |                                               |
| Alsof je hier nog bent                                        | 2020                  | -                     |                 |              |                                               |
| Onderweg                                                      | 2020                  | -                     |                 |              |                                               |
| Altijd dichterbij                                             | 2020                  | -                     |                 |              | voor Algemeen Dagblad                         |
| Zon en maan                                                   | 2021                  | -                     |                 |              |                                               |
| Het beste                                                     | 2021                  | -                     |                 |              |                                               |
| Littekens                                                     | 2021                  | -                     |                 |              | met Matthijn Buwalda                          |
| Bijna september                                               | 2023                  | -                     |                 |              |                                               |
| Zwitserland                                                   | 2023                  | -                     |                 |              |                                               |
| Altijd en nooit                                               | 2023                  | -                     |                 |              |                                               |
| Alle tijd                                                     | 2024                  | -                     |                 |              |                                               |
| Ja en amen                                                    | 2024                  | -                     |                 |              | kerstsingle, met Clean Pete                   |

### NPO Radio 2 Top 2000
Van Stevie Ann stond alleen The Poetry Man in 2007 in de NPO Radio 2 Top 2000, op plek 966.